# Long ton
Long ton (symbole ton) est une unité de mesure de masse représentant 2 240 lb, soit 1 016 kg (1 016,046 908 8 kg exactement). C'est une unité de mesure surtout utilisée au Royaume-Uni et dans ses dépendances. Elle est utilisée lors de la définition des déplacements maximaux prévus lors du traité naval de Washington signé en 1922 et est à ce titre parfois appelée « tonne Washington ».